# Alceo Moretti
Alceo Moretti (Pesaro, 13 maggio 1921 – Ancona, 14 settembre 2012) è stato un pubblicitario, giornalista, politico e allenatore italiano.

## Biografia
Nato a Pesaro nel 1921 da genitori commercianti, intraprese gli studi universitari alla Bocconi di Milano, fu ufficiale dei bersaglieri durante la Seconda guerra mondiale e, dopo l'8 settembre 1943, aderì all'allora clandestino Partito d'Azione di Ugo La Malfa, che conobbe personalmente, partecipando alla Resistenza italiana nel territorio della Romagna e soprattutto delle Marche dove, con la Guerra di liberazione italiana, divenne membro del governo provvisorio del Comitato di Liberazione Nazionale. Ha pubblicato riviste come "Liberalsocialismo", diretta da Guido Calogero e con Carlo Azeglio Ciampi come collaboratore, è stato segretario regionale per la Lombardia e consigliere nazionale del Partito Repubblicano Italiano.
Si dedicò poi al giornalismo, scrivendo per il Corriere della Sera (di cui per anni curò anche l'immagine come esperto della comunicazione) e La Gazzetta dello Sport, e dirigendo varie testate (TeleFlash a Roma, Lombardia Domani, TeleMilano, Relazioni Pubbliche e La Gazzetta del Lino a Milano, Panorama Italiano a Rio de Janeiro, Marche Domani ad Ancona). Pioniere della moderna comunicazione, intesa in particolare come promozione e pubbliche relazioni, fu tra i soci fondatori della Ferpi (Federazione Relazioni Pubbliche Italiana) nel 1970, di cui fu il primo presidente onorario; nel 1974 fondò con Giacomo Properzj la televisione via cavo privata Telemilanocavo, venduta successivamente a Silvio Berlusconi, che la trasformerà nel 1981 in Canale 5; ideò e seguì campagne di informazione e pubblicitarie in tutto il mondo, comprese quelle elettorali dei presidenti Kennedy e Nixon. Ha vinto numerosi premi nazionali ed internazionali tra cui la Rosa d'Oro Europea e il Premio Mondiale Columbia Pictures di New York City.
Per oltre 30 anni ha condotto la trasmissione di approfondimento settimanale "Gli incontri di Alceo Moretti", giunta ad oltre 1.000 puntate in onda in diverse emittenti italiane. Ha intervistato personaggi del mondo politico, imprenditoriale, sportivo, culturale, tra cui politici come Renato Altissimo, Mario Capanna, Armando Cossutta, Giovanni Goria e Arnaldo Forlani, campioni dello sport come Giacomo Agostini, Gino Bartali, Livio Berruti, Ercole Baldini, Juan Manuel Fangio, Giacinto Facchetti, Emerson Fittipaldi, Niki Lauda, Cino Ricci, Sara Simeoni, Gilles Villeneuve e Zico, personalità come Sandro Ciotti, Innocenzo Cipolletta, Claudio Dematté, Diego Della Valle, Bernie Ecclestone, João Havelange, Carlo Marcelletti, Vittorio e Francesco Merloni, Valeria Moriconi, Gianni Petrucci, Raf Vallone e Paolo Villaggio.
Grande appassionato di sport, da giovane praticò calcio, pallacanestro e soprattutto atletica leggera. Le sue specialità erano lancio del peso, del martello e del giavellotto. Dalla pratica passò poi all'insegnamento diventando giovanissimo allenatore della Nazionale Femminile di Atletica Leggera. Dopo la guerra contribuì a fondare l'Olimpia Basket di Milano, passando poi al ciclismo dove da general manager creò 11 squadre professioniste, con atleti del calibro di Fausto Coppi, Franco Bitossi e Federico Bahamontes, con cui vinse il Tour de France nel 1959.
Nel calcio fu allenatore della Vis Pesaro e dell'Anconitana nell'immediato dopoguerra, con cui vinse lo spareggio per la permanenza in serie B nel 1947 contro la Biellese, per ritrovarsi venticinque anni più tardi dietro la scrivania come general manager, incarico per il quale riceverà nel 1973 il premio come Migliore dell'anno all'Hotel Gallia.
Durante gli anni della permanenza all'estero in Sud America per ragioni professionali continua a tenere viva la passione sportiva come giornalista corrispondente per la Gazzetta dello Sport per gli avvenimenti di maggior rilievo e segue diversi Gran Premi di Formula 1 e i Campionati Mondiali di Calcio del 1978.
È morto ad Ancona nel 2012, all'età di 91 anni.